# Дукельский, Владимир Маркович
Владимир Маркович Дукельский (25 июля 1900 — 21 марта 1983) — советский физик, основатель школы физики атомных столкновений

## Биография
Родился в 1900 году в селе Гиёвка Харьковской губернии (ныне - район города Люботин) в семье преподавателя высшей школы Марка Петровича Дукельского (1875—1956) и Наталии Евгеньевны (1876—1957, в девичестве Корш). У Владимира была сестра Наталия (1902—1990, в замужестве — Попова) и брат Алексей (1909—1938). Дед по матери — Корш Евгений Валентинович, прадед — известный журналист Корш Валентин Фёдорович
Семья проживала в Харькове, Киеве, а в 1915 году переехала в Воронеж, где Владимир окончил гимназию (в 1917 г.) и поступил в Воронежский сельскохозяйственный институт (ВСХИ), в котором впоследствии работал под руководством А. А. Добиаша на кафедре физики. В эти годы отец Владимира, Марк Петрович, руководил в институте кафедрой технологии и переработки сельскохозяйственных продуктов.
В начале 1920 года Дукельские переехали в Москву, где открывались новые возможности для Марка Петровича. А Владимир вернулся в родной Харьков, работал в археологическом музее, в комитете по охране памятников искусства и старины, заведовал лабораторией в рентгенологическом институте (с 2006 г. — Харьковский колледж медицинского оборудования).
В археологическом музее Владимир Маркович познакомился с геологом Галиной Илларионовной Тесленко, ставшей его первой женой, и с художником Зинаидой Серебряковой. Последняя написала портрет Владимира, а позднее, в июле 1921 года в Петрограде, и портрет своей подруги, Галины Тесленко, красным мелом — сангиной
В 1924 году Владимир с женой переехал в Ленинград, где был принят на должность заведующего лабораторией Ленинградского рентгенологического института; поступил в Ленинградский государственный университет на отделение заочного обучения, которое окончил в 1930 году. Начиная с 1929 года, являлся также научным сотрудником Ленинградского физико-технического института Абрама Фёдоровича Иоффе. По воспоминаниям племянницы Елены Стравинской, был дружен с семьёй академика, летом жил на его даче, но отличался удивительной молчаливостью и замкнутостью . 
Вплоть до начала Великой Отечественной войны работал преподавателем ЛГУ. С 1938 по 1941 годы заведовал кафедрой электроники твердого тела ЛГУ, возглавив её после ареста П. И. Лукирского. В июле 1941 года был назначен начальником лаборатории одного из научно-исследовательских институтов в структуре Наркомата боеприпасов. С 1945 по 1970 год возглавлял лабораторию в ЛФТИ, с 1953 года занимался теорией атомных столкновений. В 1970 году получил учёное звание старшего научного сотрудника и профессора-консультанта.
В 1972 году совместно с В. В. Афросимовым, Н. В. Федоренко, О. Б. Фирсовым и В. А. Беляевым получил Ленинскую премию за цикл работ «Элементарные процессы и неупругое рассеяние при атомных столкновениях» (1951—1970).
Похоронен на Богословском кладбище Санкт-Петербурга.

## Сфера научных интересов
Работал в областях физики рентгеновских лучей, физики космических лучей, а также активно исследовал вопросы физики ионных процессов, уделяя существенное внимание, в частности, однократным ионно-атомным столкновениям, методике создания пучков отрицательных ионов, а также механизму образования отрицательных ионов в газах.